# Intramuros

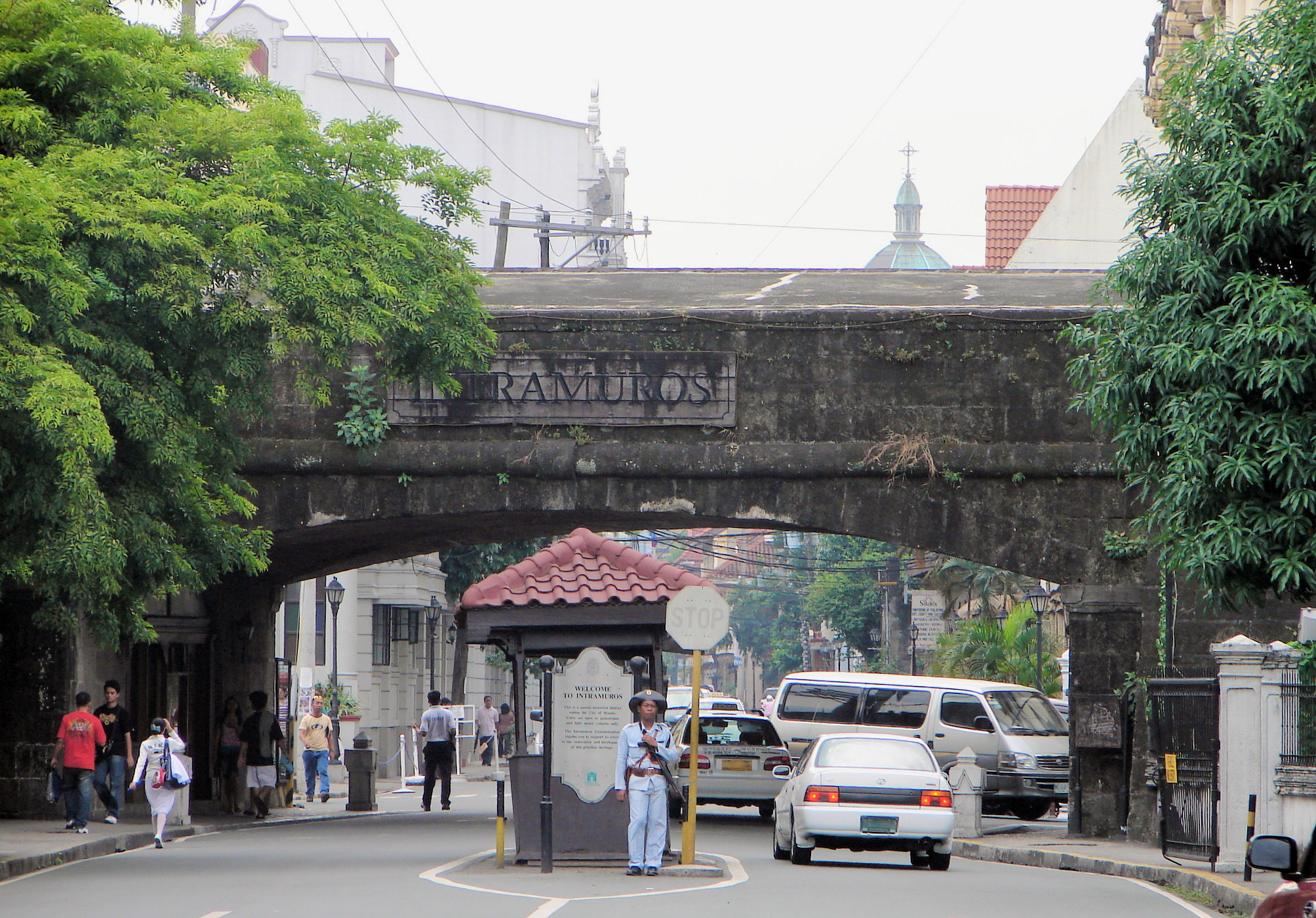
Stadspoort van Intramuros

Intramuros is de oudste wijk van Manilla. De naam komt van het Latijnse "intra muros" en betekent letterlijk: "binnen de muren". De wijk is ook effectief omgeven door dikke, hoge muren. Het zijn de restanten van de Spaanse kolonisatie. 
In de wijk op de zuidoever van de Pasig zijn nog veel overblijfselen uit de Spaanse tijd te vinden, zoals het Palacio del Gobernador, de Kathedraal van Manilla en Fort Santiago. 
In de Spaanse koloniale periode was Intramuros de zetel van het Spaanse bestuur en werd beschouwd als het feitelijke Manilla. Tegenwoordig is de wijk een van de bezienswaardigheden van de stad Manilla.

## Bestuurlijke indeling
De wijk Intramuros ligt in de stad Manilla in het vijfde district en omvat een vijftal barangays (654, 655, 656, 657 en 658).